# Zooblax elateroides
Zooblax elateroides är en skalbaggsart som beskrevs av Thomson 1877. Zooblax elateroides ingår i släktet Zooblax och familjen långhorningar. Inga underarter finns listade i Catalogue of Life.